# چهاردار
چهاردار لقبی است که در شبه قاره هند به یک زمیندار یا امیر داده می‌شد؛ زیرا کنایه از صاحب چهار رکن زیر بوده‌است:
- سواره نظام
- نیروی دریایی
- پیاده‌نظام
- سپاه فیل

امروز این لقب معمولاً به عنوان یک نام خانوادگی به کار می‌رود.

## انشاهای متفاوت

### فارسی و اردو
- چودهری (ه تلفظ نمی‌شود)
- چودری
- چوداری
- چادهری
- چوهدری

### انگلیسی
Chaudhary, Chaudri, Choudhary, Chaudhry, Chowdary, Chowdhary, Chaudry, Choudary, Choudhry, Chaudhuri, Chaudhari, Chudhry, Choudhari, Choudhury, Chowdhuri, Chowduri, Chaudhurani, Choudhurani, Chowdhurani, Chowdhrani, Choudhrani, Chaudhrani.

## اشخاص مشهور
- چودری رحمت علی
- سوفی چوداری
- شفالی چادهری
- حمزه چادوری
- افتخار چودری
- چودهری محمد علی
- فضل‌اللهی چودری
- چودهری شجاعت حسین
- محمد اقبال چودهری